# Sarah Vandella
Sarah Vandella (Hauppauge, Nueva York; 2 de diciembre de 1983) es una actriz pornográfica estadounidense.
Originaria de Hauppauge (Nueva York), tiene su residencia en Long Island. Comenzó su carrera en la industria pornográfica a inicios del 2007,cuando tenía 23 años y desde entonces ha realizado una gran variedad de escenas para los sitios Bangbros, Reality Kings, Brazzers o Porn Pros, entre otros.